# Elisabetta de Burgh (contessa di Ulster)

Stemma di Elisabetta di Burgh.

Elisabetta de Burgh, duchessa di Clarence, suo jure IV contessa di Ulster (Carrickfergus, 6 luglio 1332 – Dublino, 10 dicembre 1363), è stata una nobildonna britannica.

## Biografia
Elisabetta nacque al castello di Carrickfergus, figlia unica di Guglielmo Donn de Burgh, III conte di Ulster, e di sua moglie Matilde di Lancaster. Era l'ultima erede legittima nella linea di discendenza di William de Burgh. Alla morte del padre nel giugno del 1333 divenne la sola erede delle terre dei de Burgh in Irlanda. In realtà i suoi consanguinei Edmond de Burgh, Edmond Albanach de Burgh e Sir Ulick Burke divennero de facto capi della famiglia e tenutari delle terre dei de Burgh durante la Guerra Civile dei Burke (1333-1338).

## Matrimonio
Come contessa di Ulster crebbe in Inghilterra. Sposò, il 15 agosto 1352 presso la Torre di Londra, suo cugino Lionello Plantageneto, I duca di Clarence, figlio di Edoardo III d'Inghilterra e di Filippa di Hainaut. Ebbero una sola figlia:
- Filippa Plantageneta (16 agosto 1355-5 gennaio 1382), sposò Edmondo Mortimer, III conte di March.

## Morte
Elisabetta morì a Dublino nel 1363 mentre il marito era governatore dell'Irlanda.